# Kułtuk (miejscowość w Rosji)
Kułtuk (ros. Култук) – miejscowość w obwodzie irkuckim Rosji, nad brzegiem Zatoki Kułtuk w zachodnim krańcu jeziora jeziora Bajkał, u stóp gór Chamar-Daban.
Słowo kułtuk w językach tureckich oznacza zakątek, zatoka. W Kułtuku znajduje się węzeł drogowy łączący szosę Irkuck – Czyta z szosą prowadzącą do przejścia granicznego z Mongolią Mondy i będącą jednocześnie trasą prowadzącą w Sajany Wschodnie. W Kułtuku jest też stacja zabytkowej linii kolejowej Bajkał – Sludianka i kolei transsyberyjskiej. Pociągi dalekobieżne się nie zatrzymują, dochodzi natomiast kolej podmiejska z Irkucka.
Pierwsza wzmianka z 1647. We wsi Kułtuk 24 czerwca 1866 wybuchło nieudane Powstanie zabajkalskie przeprowadzone przez polskich zesłańców. W Kułtuku jest jednoizbowe muzeum zabytkowej linii kolejowej Bajkał – Sliudianka (założone w 2007).